# Zij wil mij
Zij wil mij is een lied van de Nederlandse zanger Flemming. Het werd op oudejaarsdag 2021 als single uitgebracht en stond in 2022 als tweede track op een titelloos album van de zanger.

## Achtergrond
Zij wil mij is geschreven door Flemming Viguurs, Sasha Rangas, Marcus Adema en Stefan van Leijsen en geproduceerd door The Companions en Arno Krabman. Het is een nederpopnummer dat gaat over een meisje dat naar een jongen versiert. De artiest wilde de traditionele rollen omdraaien, waar in veel media, zoals andere nummers of film, de situatie wordt beschreven over jongens die meiden versieren. Het lied is de opvolger van de hit Amsterdam. Volgens de zanger is Zij wil mij meer een "dancesong" dan zijn voorganger.
Over dat het lied op oudejaarsdag van 2021 werd uitgebracht, vertelde de artiest het volgende: "Ik vond het zelf wel een mooi en goed moment, zo op 31 december. Het leek me mooi om zo het nieuwe jaar in te gaan." De release volgde kort nadat de artiest had meegezongen bij een optreden van The Streamers. De single heeft in Nederland de platina status. In Vlaanderen heeft het de gouden status.

## Hitnoteringen
De zanger had in zowel Nederland als België succes met het lied. In de Nederlandse Top 40 kwam het tot de zesde plaats en was het achttien weken te vinden. De piekpositie in de Nederlandse Single Top 100 was de tiende plaats en stond het 34 weken in de lijst. In de twaalf weken dat het in de Vlaamse Ultratop 50 stond, kwam het tot de veertiende plaats.

### Nederlandse Top 40
| Hitnotering: 08-01-2022 t/m 07-05-2022 | Hitnotering: 08-01-2022 t/m 07-05-2022 | Hitnotering: 08-01-2022 t/m 07-05-2022 | Hitnotering: 08-01-2022 t/m 07-05-2022 | Hitnotering: 08-01-2022 t/m 07-05-2022 | Hitnotering: 08-01-2022 t/m 07-05-2022 | Hitnotering: 08-01-2022 t/m 07-05-2022 | Hitnotering: 08-01-2022 t/m 07-05-2022 | Hitnotering: 08-01-2022 t/m 07-05-2022 | Hitnotering: 08-01-2022 t/m 07-05-2022 | Hitnotering: 08-01-2022 t/m 07-05-2022 | Hitnotering: 08-01-2022 t/m 07-05-2022 | Hitnotering: 08-01-2022 t/m 07-05-2022 | Hitnotering: 08-01-2022 t/m 07-05-2022 | Hitnotering: 08-01-2022 t/m 07-05-2022 | Hitnotering: 08-01-2022 t/m 07-05-2022 | Hitnotering: 08-01-2022 t/m 07-05-2022 | Hitnotering: 08-01-2022 t/m 07-05-2022 | Hitnotering: 08-01-2022 t/m 07-05-2022 | Hitnotering: 08-01-2022 t/m 07-05-2022 |
| Week:                                  | 1                                      | 2                                      | 3                                      | 4                                      | 5                                      | 6                                      | 7                                      | 8                                      | 9                                      | 10                                     | 11                                     | 12                                     | 13                                     | 14                                     | 15                                     | 16                                     | 17                                     | 18                                     |                                        |
| -------------------------------------- | -------------------------------------- | -------------------------------------- | -------------------------------------- | -------------------------------------- | -------------------------------------- | -------------------------------------- | -------------------------------------- | -------------------------------------- | -------------------------------------- | -------------------------------------- | -------------------------------------- | -------------------------------------- | -------------------------------------- | -------------------------------------- | -------------------------------------- | -------------------------------------- | -------------------------------------- | -------------------------------------- | -------------------------------------- |
| Positie:                               | 31                                     | 21                                     | 15                                     | 9                                      | 8                                      | 7                                      | 6                                      | 6                                      | 7                                      | 10                                     | 13                                     | 13                                     | 15                                     | 15                                     | 15                                     | 16                                     | 25                                     | 30                                     | uit                                    |

### NederlandseSingle Top 100
| Hitnotering: 08-01-2022 t/m 27-08-2022 | Hitnotering: 08-01-2022 t/m 27-08-2022 | Hitnotering: 08-01-2022 t/m 27-08-2022 | Hitnotering: 08-01-2022 t/m 27-08-2022 | Hitnotering: 08-01-2022 t/m 27-08-2022 | Hitnotering: 08-01-2022 t/m 27-08-2022 | Hitnotering: 08-01-2022 t/m 27-08-2022 | Hitnotering: 08-01-2022 t/m 27-08-2022 | Hitnotering: 08-01-2022 t/m 27-08-2022 | Hitnotering: 08-01-2022 t/m 27-08-2022 | Hitnotering: 08-01-2022 t/m 27-08-2022 | Hitnotering: 08-01-2022 t/m 27-08-2022 | Hitnotering: 08-01-2022 t/m 27-08-2022 | Hitnotering: 08-01-2022 t/m 27-08-2022 | Hitnotering: 08-01-2022 t/m 27-08-2022 | Hitnotering: 08-01-2022 t/m 27-08-2022 | Hitnotering: 08-01-2022 t/m 27-08-2022 | Hitnotering: 08-01-2022 t/m 27-08-2022 | Hitnotering: 08-01-2022 t/m 27-08-2022 | Hitnotering: 08-01-2022 t/m 27-08-2022 | Hitnotering: 08-01-2022 t/m 27-08-2022 |
| Week:                                  | 1                                      | 2                                      | 3                                      | 4                                      | 5                                      | 6                                      | 7                                      | 8                                      | 9                                      | 10                                     | 11                                     | 12                                     | 13                                     | 14                                     | 15                                     | 16                                     | 17                                     | 18                                     | 19                                     | 20                                     |
| -------------------------------------- | -------------------------------------- | -------------------------------------- | -------------------------------------- | -------------------------------------- | -------------------------------------- | -------------------------------------- | -------------------------------------- | -------------------------------------- | -------------------------------------- | -------------------------------------- | -------------------------------------- | -------------------------------------- | -------------------------------------- | -------------------------------------- | -------------------------------------- | -------------------------------------- | -------------------------------------- | -------------------------------------- | -------------------------------------- | -------------------------------------- |
| Positie:                               | 38                                     | 22                                     | 20                                     | 13                                     | 14                                     | 12                                     | 13                                     | 10                                     | 12                                     | 14                                     | 14                                     | 15                                     | 19                                     | 19                                     | 17                                     | 17                                     | 18                                     | 19                                     | 24                                     | 33                                     |
| Week:                                  | 21                                     | 22                                     | 23                                     | 24                                     | 25                                     | 26                                     | 27                                     | 28                                     | 29                                     | 30                                     | 31                                     | 32                                     | 33                                     | 34                                     |                                        |                                        |                                        |                                        |                                        |                                        |
| Positie:                               | 36                                     | 42                                     | 49                                     | 57                                     | 68                                     | 64                                     | 68                                     | 70                                     | 76                                     | 83                                     | 84                                     | 89                                     | 86                                     | 100                                    | uit                                    |                                        |                                        |                                        |                                        |                                        |

### Vlaamse Ultratop 50
| Hitnotering: 26-02-2022 t/m 14-05-2022 | Hitnotering: 26-02-2022 t/m 14-05-2022 | Hitnotering: 26-02-2022 t/m 14-05-2022 | Hitnotering: 26-02-2022 t/m 14-05-2022 | Hitnotering: 26-02-2022 t/m 14-05-2022 | Hitnotering: 26-02-2022 t/m 14-05-2022 | Hitnotering: 26-02-2022 t/m 14-05-2022 | Hitnotering: 26-02-2022 t/m 14-05-2022 | Hitnotering: 26-02-2022 t/m 14-05-2022 | Hitnotering: 26-02-2022 t/m 14-05-2022 | Hitnotering: 26-02-2022 t/m 14-05-2022 | Hitnotering: 26-02-2022 t/m 14-05-2022 | Hitnotering: 26-02-2022 t/m 14-05-2022 | Hitnotering: 26-02-2022 t/m 14-05-2022 |
| Week:                                  | 1                                      | 2                                      | 3                                      | 4                                      | 5                                      | 6                                      | 7                                      | 8                                      | 9                                      | 10                                     | 11                                     | 12                                     |                                        |
| -------------------------------------- | -------------------------------------- | -------------------------------------- | -------------------------------------- | -------------------------------------- | -------------------------------------- | -------------------------------------- | -------------------------------------- | -------------------------------------- | -------------------------------------- | -------------------------------------- | -------------------------------------- | -------------------------------------- | -------------------------------------- |
| Positie:                               | 21                                     | 27                                     | 24                                     | 14                                     | 27                                     | 30                                     | 16                                     | 19                                     | 29                                     | 27                                     | 32                                     | 37                                     | uit                                    |